# Mollisol

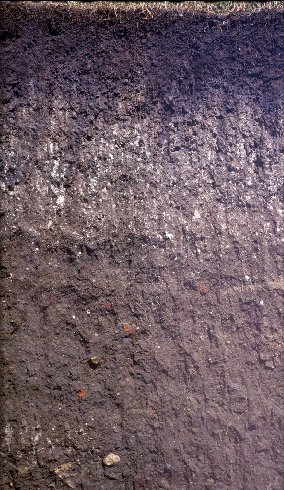
Mollisol

Als Mollisole bezeichnet man gemäß der USDA Soil Taxonomy neutrale bis leicht saure Böden der gemäßigten Breiten, die von Gräsern (Poaceae) bewachsen sind. Sie finden sich in der argentinischen Pampa, den Prärien des mittleren Westens der USA und den Steppen eines breiten Bandes, das von Südosteuropa bis nach Zentralasien reicht, daneben auch in China.
Mollisole zeigen gewöhnlich ein gut entwickeltes Bodenprofil. An der Oberfläche befindet sich der bis zu einem Meter tiefe, dunkle A-Horizont, der durch den hohen Humusgehalt schwarz gefärbt ist und sich beständig etwa durch abgestorbene Pflanzenwurzeln erneuert. Darunter liegt der vor allem in trockenen Regionen mit Calciumcarbonat angereicherte B-Horizont.
Mollisole enthalten zahlreiche Mineralstoffe wie Magnesium, Calcium, Kalium und Natrium in einer für Pflanzen verfügbaren Form, so dass Mollisole landwirtschaftlich außerordentlich gut nutzbare Böden sind. Insbesondere Getreide wie Weizen gedeiht auf Mollisolen besonders gut.
Daneben sind Mollisole auch ein wichtiger Lebensraum für zahlreiche Tiere, etwa Regenwürmer, Ameisen, Termiten oder auch Maulwürfe oder Präriehunde.
Manche Mollisole bilden sich aus der Ablagerung von Löss; wird die Pflanzendecke entfernt, sind sie besonders erosionsanfällig, wie etwa in der heute als Dust Bowl bekannten Region des Mittleren Westens der Vereinigten Staaten oder in Nordchina zu beobachten.
Weltweit sind etwa 9 Millionen Quadratkilometer oder 7 Prozent der eisfreien Landfläche mit Mollisolen bedeckt.

## Klassifikation
Man unterscheidet 8 Unterordnungen:
- Alboll
- Aquoll
- Rendoll
- Geloll
- Cryoll
- Xeroll
- Ustoll
- Udoll